# Каалесте, Михаил Георгиевич
Михаи́л Гео́ргиевич Каалесте (урождённый Сто́ляров; 20 августа 1931, Saatse Rural Municipality — 5 мая 2018, Санкт-Петербург) — советский гребец-байдарочник, выступал за сборную СССР в во второй половине 1950-х — первой половине 1960-х годов. Чемпион Европы, шестикратный чемпион всесоюзного первенства, дважды бронзовый призёр чемпионатов мира, серебряный призёр летних Олимпийских игр 1956 года в Мельбурне. На соревнованиях представлял спортивное общество «Динамо». Мастер спорта СССР (1954). Заслуженный мастер спорта СССР. Также известен как тренер по гребле на байдарках и биатлону.

## Биография
Михаил Столяров родился 20 августа 1931 года в деревне Вертушкино, входившей тогда в состав Эстонии (ныне Печорский район Псковской области). Рос в русской семье — в 1940 году в связи с приближением немецких фашистов родители сменили фамилию на Каалесте. Служил в спортроте, в зимнее время занимался лыжными гонками, летом играл в волейбол и выступал в десятиборье. В 1952 году, чтобы разнообразить тренировки, решил попробовать себя в гребле на байдарке и сразу начал показывать хорошие результаты, буквально в первом же сезоне стал лучшим на первенстве добровольного спортивного общества «Динамо». В течение двух лет проходил подготовку в ленинградской динамовской команде под руководством тренеров Ю. В. Чапина, Г. М. Краснопевцева, А. Ю. Петерсона.
Первого серьёзного успеха добился в 1954 году, когда вместе с ленинградцем Алексеем Черняевым завоевал золотую медаль всесоюзного первенства, в зачёте двухместных байдарок на дистанции 500 метров. Год спустя принял участие в чемпионате Советского Союза по лыжным гонкам и выиграл бронзу в эстафетной гонке 4 × 10 км. Ещё через год вновь вернулся в греблю, вновь взял чемпионский титул на пятистах метрах и благодаря череде удачных выступлений удостоился права защищать честь страны на летних Олимпийских играх в Мельбурне — в паре с новым партнёром Анатолием Демитковым участвовал в гонке байдарок-двоек на тысяче метров и финишировал вторым, пропустив вперёд немцев Михеля Шойера и Майнрада Мильтенбергера лишь на 1,8 секунды. «Мы отлично стартовали в финале, но нас вернули на старт, так как у кого-то из гребцов сломалось весло. При повторном старте немного отстали от опытных немцев, это было наше первое крупное соревнование».
Получив серебряную олимпийскую медаль, Каалесте остался в основном составе советской гребной сборной и продолжил ездить на крупнейшие международные регаты. Так, в 1957 году он побывал на чемпионате Европы в бельгийском Генте, откуда привёз награды бронзового и золотого достоинства, выигранные среди двоек на километровой и десятикилометровой дистанциях соответственно. За это достижение по итогам сезона удостоен почётного звания «Заслуженный мастер спорта СССР». В следующем сезоне добыл сразу два золота всесоюзного чемпионата, в зачёте четвёрок на 1000 метров и в эстафете 4 × 500 м. Будучи одним из лидеров национальной команды, отправился на мировое первенство в Прагу, где выиграл бронзовые медали в таких дисциплинах как К-2 1000 м и К-2 10000 м.
В 1960 году пытался пройти отбор на Олимпийские игры в Рим, но сделать этого не смог, на главные соревнования четырёхлетия вместо него поехали другие гребцы. Несмотря на неудачу с квалификацией, Михаил Каалесте не стал завершать спортивную карьеру и в следующем году вновь добился звания всесоюзного чемпиона, на сей раз в экипаже с Игорем Писаревым на десятикилометровой дистанции. Последних значимых результатов добился в сезоне 1962 года, когда на одиночной байдарке выиграл эстафету национального чемпионата.
После завершения спортивной карьеры окончил Государственный институт физической культуры имени П. Ф. Лесгафта и с 1964 года перешёл на тренерскую работу. В течение многих лет работал в ленинградском «Динамо» тренером по гребле на байдарках и каноэ, кроме того, как тренер участвовал в подготовке динамовских биатлонистов.
В 2005 году, чтобы легче было ездить навещать живущих в Эстонии родственников, получил эстонское гражданство, сам же постоянно проживал в дачном посёлке Парголово на окраине Санкт-Петербурга. Его жена Анна была довольно известной лыжницей, семь раз становилась чемпионкой СССР, участвовала в Олимпиаде 1956 года и финишировала там девятой в гонке на 10 км. Сын Валерий тоже занимался греблей на байдарке, но без особого успеха.
Умер 5 мая 2018 года в Санкт-Петербурге в возрасте 86 лет.

## Награды
- Медаль «За трудовую доблесть» (27.04.1957) — «за успехи, достигнутые в деле развития массового физкультурного движения в стране, повышения мастерства советских спортсменов, и успешное выступление на международных соревнованиях»[6][7]